# Ølstykke-Stenløse
Ølstykke-Stenløse er et byområde der fortsat angives med et samlet indbyggertal hos Danmarks Statistik, men blev mellem 1. januar 2010 til 2016 regnet som en egentlig sammenhængende by.. Siden 1. januar 2017 regnes Ølstykke Stationsby og Stenløse igen som selvstændige byer, selvom angivelsen af deres indbyggertal ikke længere angives separat.
Byområdet har i alt 23.344 indbyggere  (2024), og i Egedal Kommune bor der i dag 45.532 indbyggere  (2024). Cirka halvdelen af kommunens indbyggere bor dermed i en af de to byer. Ved kommunalreformen i 2007 blev de tre kommuner, Ledøje-Smørum Kommune, Stenløse Kommune og Ølstykke Kommune lagt sammen til Egedal kommune.
Egedal Kommune har tidligere udmærket sig ved at være én af de kun 3 kommuner i Region Hovedstaden, hvor flere indbyggere er i arbejde end udenfor arbejdsmarkedet.

## Ølstykke
Stationsbyen Ølstykke er historisk kendt for hesteopdræt og stutteri. Et af Ølstykkes vartegn er den gamle vindmølle Skenkelsø Mølle, som er indrettet til kulturhistorisk museum. Der har været forbindelse med S-tog til København fra 1989. I byen findes også et bibliotek, Ølstykke Bibliotek, som er en del af Egedalbibliotekerne.
Ølstykke var indtil 1960'erne en landsby, men i tiden fra 1967 til 1977 voksede byen fra 2.000 til 12.000 indbyggere. Den store vækst skete som følge af parcelhus udbygningen i de tre nye kvarterer "Ørnebjerg", "Karmsten" og "Vejsten".

## Stenløse
I centrum af Stenløse finder man Egedalcentret (tidligere Stenløse Center) som er fra 1967. Nær centeret ligger Egedal Kulturhus, som bruges til koncerter og underholdning. Stenløse Station er beliggende i forlængelse af Egedalcentret.
Stenløse har tre skoler: Egedal Gymnasium & HF, Lærkeskolen og Stenløse Privatskole.
Stenløse Boldklub holder til og træner på Stenløse Stadion.

## Erhvervsliv
Butikslivet i byerne Ølstykke og Stenløses er bredt, med tyngden liggende i Egedalcentret placeret i Stenløse.
Der er planlagt et større erhvervsudviklingsområde ved Egedal Station med detailhandel samt arealer til industri og kontorer.
Byen har flere små og mellemstore virksomheder indenfor forskellige brancher, bl.a.:
- Ejendomsmægler: Realmæglerne Viggo Axelsen Ølstykke ApS.
- Medico-teknik: PBN Medicals Denmark A/S Propharma A/S, LJ Medical Nordic ApS og Angiotech Danmark A/S.
- IT-Undervisning: Planorama ApS, Bosholdt ApS.
- Modebranche: Retailment A/S.
- Byggeri: PB Montage-Teknik A/S, MetMar A/S
- Industrimaskiner: Wienchen Maskiner ApS, Magnemag A/S.

## Transport

### Vejnet
Ølstykke og Stenløse betjenes af den tværgående primærrute 6, som giver forbindelse til Helsingør og Hillerød mod nord og Roskilde, Solrød og Køge mod syd. Adgangsvejen mod Frederikssund og København er Frederikssundsvej, som er dobbeltsporet i retning mod København. Frederikssundsvej er Danmarks mest trafikerede statslige vej, der ikke er motorvej, hvorfor en ny motorvej rundt om byen er planlagt. 

### S-tog
Siden 1989 har Ølstykke og Stenløse været betjent med S-tog beliggende på Frederikssundbanen. I første omgang via den enkeltsporede bane med linje H mellem Ballerup og Frederikssund. I 2002 blev banen udvidet til dobbeltspor og frekvensen på togdriften sat op til 10 minutters-drift mellem togene i dagtimerne mod tidligere 20 minutters-drift. Dermed blev der betjening af Ølstykke og Stenløse station med både linje C og H. I 2002 åbnede ligeledes Egedal Station, dengang navngivet Gl. Toftegård station. Rejsetiden til København er 30-40 minutter.

### Busforbindelser
Der kører en del lokalbusser, som betjener Nordsjælland gennem byen. Der findes bl.a. direkte forbindelser til Holte, Farum, Birkerød, Hillerød, Frederikssund og Roskilde. Ligeledes betjenes byen af hurtigbuslinje 600S mellem Hillerød og Hundige.

### Motorvej
Der er motorvejsforbindelse til København og resten af det sjællandske motorvejssystem via Frederikssundmotorvejen i Smørum 10 km fra Ølstykke-Stenløse. I 2009 blev anlægsloven for 3. etape af Frederikssundmotorvejen vedtaget. Motorvejen skal betjene Ølstykke og Stenløse med til- og frakørslerne (6) Stenløse og (7) Ølstykke. Folketinget har endnu ikke bevilliget finansiering til igangsættelse af denne etape.

## Natur
Byerne Ølstykke og Stenløse er omgivet af forskellige naturlandskaber. 10 km mod sydvest ligger Sjællands eneste nationalpark Skjoldungernes Land indviet i marts 2015. Nationalparken omfatter bl.a. store dele af Roskilde Fjord. Mod nordvest ligger Skenkelsø Sø og moselandskabet som omgiver Sillebro Å. Mod nord, øst og syd ligger morænelandskaberne fra istiden mod Værebro Å/Stenløse Å med mange mindre søer og moser formet af dødis-klumper fra denne tid. Byen er kun i begrænset omfang omgivet af skovarealer, herunder arealet øst for Ølstykke Stationsby langs Primærrute 6 samt et mindre areal øst for Stenløse Stadion. Egedal Kommune fører en aktiv naturbeskyttelses-strategi og har i 2014 udarbejdet en større naturstrategi med særlig fokus på de våde naturtyper samt engområderne, der hovedsagelig omkranser Ølstykke-Stenløse og kommunens andre byer.

## Kultur
Ølstykke og Stenløses fritidstilbud omfatter bl.a.:

### Stenløse kulturhus
De tre tidligere rådhuse i kommunen blev samlet under et, Egedal Rådhus i Egedal By. Dermed blev lokalerne for Stenløse Rådhus ledige. Lokalerne ligger i forlængelse af Egedalcentret og er blevet omdannet til kulturhus med åbning 15. marts 2015 (biblioteket dog først i juni 2015). Kulturhuset omfavner kunst, musik, frivillighed, iværksætteri og de tre institutioner Musikskolen, biblioteket og ungdomsskolen Ung Egedal. 

### Sport og Svømning
- Stenløsehallen - Atletik, Gymnastik, Badminton, Bordtennis
- Stenløse Stadion
- X-Parken - BMX, Rulleskøjte, Skateboard anlæg med diverse ramper. Anlægget åbnede i 2007. [11]
- Badmintonhallen - 5 baner
- Ølstykkehallen - Håndbold, Fodbold, Badminton, Tennis, samt Basketball, Volleyball og Bordtennis. Der er desuden et cafeteria.
- Ølstykke Svømmehal - 25 m-bassin, Legebassin, Babybassin, Sauna, Kondirum
- Ølstykke Stadion - SC Egedal

Yderligere findes en Softball-forening, karateklub, taekwondoklub og en billiardklub.
Egedal bowling (Centerbowl) ligger lige op af Stenløse station og Egedalcenteret.

### Biograf
Stenløse har i ca. 50 år haft en biograf, "Stenløse Bio". Biografen lukkede i 2011, men er nu under ombygning til en biograf med 2 sale med henholdsvis 220 sæder og 100 sæder samt digitale lærreder og den største med 3D-effekter. Der vil endvidere blive etableret en café i stueetagen. Åbningen af den renoverede biograf forventedes at ske i løbet af 2014.
I april 2016 brændte biografen ned.

### Golf
Værebro Golfcenter ligger lige uden for Stenløse bygrænse og tæt på Primærrute 6 mellem Hillerød og Roskilde. Golfcenteret består af en 18-hullers bane samt en 9-hullers par3 bane, der er åben for gæstespillere. Der er også er en lille cafe, "Cafe Damsten", i forbindelse med klubben.

### Ridning
I forlængelse af byens tradition for hesteopdræt, findes en stor rideskole, "Egedal rideskole".

### Spejder
Der er flere spejderforbund og spejderhytter i både Ølstykke og Stenløse, heriblandt KFUM-spejderne, Ølstykkespejderne (Det Danske Spejderkorps), DDS Stenlænderne og FDF.

### Seværdigheder
I den nordvestlige del af byen ligger Skenkelsø Mølle Museum, som er et kulturhistorisk museum drevet af Egedal Kommune. Der er gratis adgang til museet
Rundt om i Ølstykke-Stenløse, ligesom resten af Egedal Kommune, kan man bl.a. finde mange gravhøje, heriblandt Stuehøj i Ølstykke.

## Byudvikling
Ølstykke og Stenløse har siden år 2000 haft flere områder med byudvikling. Bland de største er Emilsvej, tidligere kendt som Udlejreparken, i Ølstykke vest med 100 nye parcelhuse som er fuldt udbygget, Stenløse Syd som er en halvcirkel omkring en fredet fælled i den sydlige del af Stenløse og området ”Egedal By” øst-nordøst for Egedal Station. Ydermere kan nævnes mindre udbygninger som Storkevej i Udlejre med 54 klyngehuse, samt Mosevej i Ølstykke stationsby.
| År        | Område navn            | Boliger bygget | Planlagt antal boliger | Status       |
| --------- | ---------------------- | -------------- | ---------------------- | ------------ |
| 2003      | Stråmoseparken         | 29             | 29                     | Færdigbygget |
| 2003-2005 | Regnersvej             | 141            | 141                    | Færdigbygget |
| 2005-2006 | Søhøj Park             | 80             | 80                     | Færdigbygget |
| 2006-2007 | Emilsvej/Udlejreparken | 73             | 73                     | Færdigbygget |
| 2007      | Trianglen              | 27             | 27                     | Færdigbygget |
| 2012      | Storkevej              | 54             | 54                     | Færdigbygget |
| 2005-2021 | Stenløse Syd           | 500            | 800                    | I gang       |
| 2015-2035 | Egedal By              | 132            | 2500                   | I gang       |
| 2016-2017 | Rådhus Alle            | 87             | 87                     | Færdigbygget |
| 2021-?    | Nordbyen               | 0              | 600                    | Planlagt     |

### Stenløse Syd
Stenløse Syd har et samlet areal på 76 hektar. Heraf er 25 hektar rekreativt område inklusiv et område på 1,5 hektar vådområde.
Stenløse Syd vil fuldt udbygget rumme 800 nye boliger med etageboliger, klyngehuse, rækkehuse og parcelhuse. Området er pr. 2014 Danmarks største lavenergiboligområde med lokal afledning af regnvand (LAR) samt lokal vandopsamling til genbrug. Samlet spares 3,6 mio. kWh årligt og 22.000 m³ vand i forhold til konventionelt byggeri når området er fuldt udbygget.. Stenløse Syd er ifølge et samarbejde imellem Statens Byggeforskningsinstitut og danske universiteter, Danmarks største kommunale satsning for et helt nyt byområde efter et samlet bæredygtighedskoncept. Pr. 2014 er store dele af etape 1-4 solgt i Stenløse Syd men sidste etape, etape 5, er endnu ikke udbudt.

### Egedal By
Egedal By er under udbygning, med en Føtex, nyt rådhus og sundhedshus for Egedal Kommune, samt de første etageboliger. Grundudbud for dette område starter dog for alvor først i foråret 2015. Arealet dækker 820.000 m² og vil indeholde både erhverv, bolig, butikker og kulturelle aktiviteter. I modsætning til det andet store udviklingsområde, Stenløse Syd, vil Egedal By have en mere urban fremtoning og bestå af 5 bykvarterer med hver deres udtryk.

### Nordbyen
På længere sigt er der planer om at udbygge bydelen Ølstykke Stationsby mod nord, også kaldet Nordbyen. Udviklingsområdet rummer et areal på 525.000 – 675.000 m2. Opstart af dette byudviklingsområde vil ifølge kommunalplanen tidligst ske fra 2017-2021. Udbygningsplanerne for Nordbyen vil sammen med udviklingen af byen Vinge (Frederikssund Kommune) i Frederikssund Kommune skabe ét stort sammenhængende byområde på mere end 15 km fra Stenløse tættest på København til Bakkekammen nord for Frederikssund. Det samlede byområde vil kun blive adskilt af et tyndt bælte på grænsen imellem Egedal Kommune og Frederikssund Kommune ved Skenkelsø Sø.